# Distribution de Wigner-Ville
Pour l'étude générale de la distribution de Wigner, voir Fonction de Wigner.

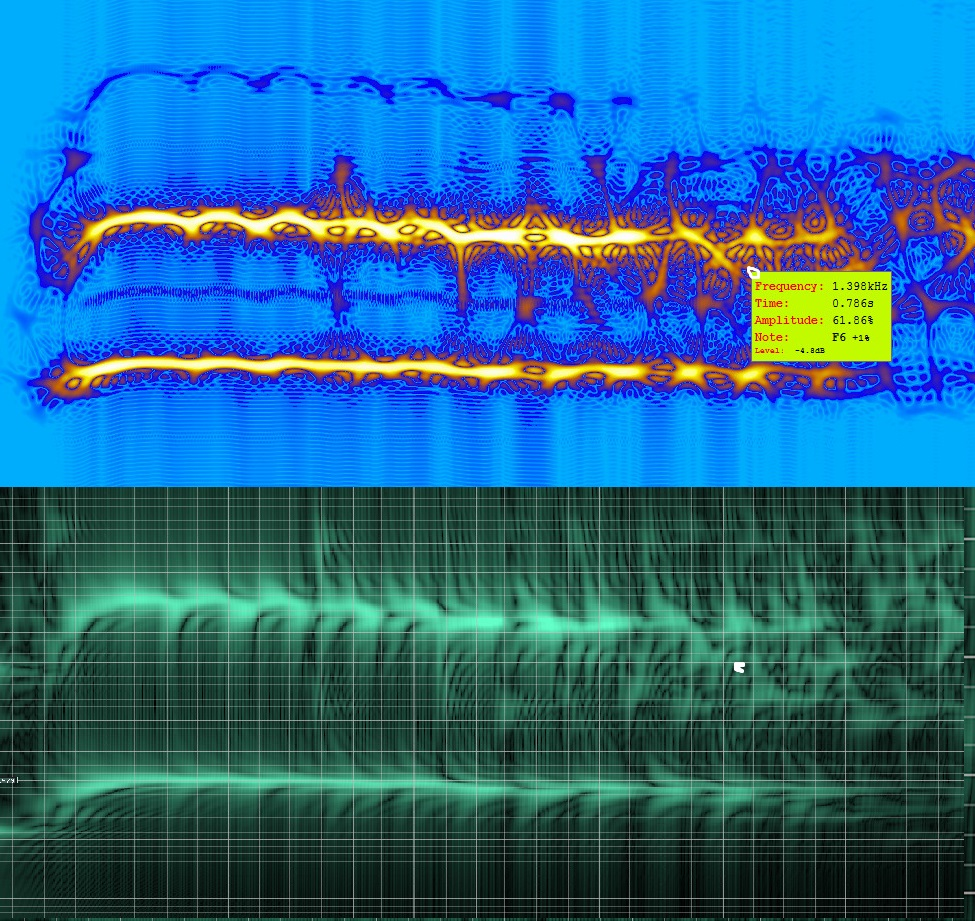
Wigner Ville (en haut) plage de filtres(dessous)

La distribution de Wigner-Ville, des noms de Eugene Wigner et Jean Ville.
Elle a été introduite par Eugene Wigner en 1932 dans le cadre de la physique quantique pour introduire des corrections quantiques à la physique statistique. Son objectif était de remplacer dans l'équation de Schrödinger
la fonction d'onde par une densité de probabilité dans l'espace des phases.
Cette fonction est par construction à valeurs réelles. Mais du fait de la redondance de la base de représentation, telle qu'exprimée par les relations d'incertitude, cette fonction peut prendre des valeurs négatives. Cela dit, ces valeurs de « probabilité » négatives ne sont présentes qu'à petites échelles, en dessous de {\displaystyle \hbar }, lorsque la représentation classique dans l'espace des phases atteint ses limites. Les valeurs négatives traduisent la présence d'interférences quantique dans l'espace de phase.
Dans un espace monodimensionnel, pour une fonction d'onde {\displaystyle \psi (x)} on l'écrit P(x, p):
{\displaystyle P(x,p)={\frac {1}{\pi \hbar }}\int _{-\infty }^{\infty }\psi ^{*}(x+y)\psi (x-y)e^{2ipy/\hbar }dy}
En traitement du signal, la distribution de Wigner-Ville est couramment utilisée comme représentation temps-fréquence quadratique dérivée de la notion d'autocorrélation.
La distribution de Wigner-Ville associée à un signal temporel {\displaystyle x(t)} s'écrit (formulation centrée) :
{\displaystyle W(t,f)=\int x(t+\tau /2)\cdot x^{*}(t-\tau /2)e^{-i2\pi \tau \,f}\,d\tau .}
Cette distribution montre la propriété remarquable de pouvoir être définie de manière équivalente avec la version fréquentielle du signal {\displaystyle {\hat {x}}(f)}, obtenue par transformée de Fourier (TF) :
{\displaystyle W(t,f)=\int {\hat {x}}(f+\eta /2)\cdot {\hat {x}}^{*}(f-\eta /2)e^{i2\pi \eta \,t}\,d\eta .}
Elle est reliée :
- à l'autocorrélation instantanée du signal {\displaystyle R(t,\tau )=x(t+\tau /2)\cdot x^{*}(t-\tau /2)} par TF selon la fréquence {\displaystyle f}, i.e. {\displaystyle \tau {\overset {\mathcal {F}}{\rightarrow }}f}
- à l'autocorrélation spectrale du signal {\displaystyle S(f,\eta )={\hat {x}}(f+\eta /2)\cdot {\hat {x}}^{*}(f-\eta /2)} par TF inverse selon le temps {\displaystyle t}, i.e. {\displaystyle \eta {\overset {{\mathcal {F}}^{-1}}{\rightarrow }}t}.
- à la fonction d'ambiguïté (en) du signal {\displaystyle A(\eta ,\tau )=\int x(t+\tau /2)\cdot x^{*}(t-\tau /2)e^{i2\pi t\,\eta }\,dt} par TF inverse selon le temps {\displaystyle t} et TF selon la fréquence {\displaystyle f}.

Cette distribution peut être interprétée comme la densité spectrale de puissance instantanée du signal.
Cependant les phénomènes d'interférence entre temps et fréquence tendent à réduire la lisibilité de cette représentation.
La réduction des interférences est souvent obtenue par l'utilisation d'un noyau convolutif par rapport aux deux variables {\displaystyle W(t,f)\ast \Pi (t,f)}. C'est par ce procédé que l'on construit la classe de Cohen (en) (distributions quadratiques respectant les propriétés d'invariance en translation et en modulation), ensemble qui inclut et généralise la distribution de Wigner-Ville.